# Ntui
Ntui (chiamata anche N'Dui o Ntwi) è un comune del Camerun, capoluogo del dipartimento di Mbam e Kim nella regione del Centro.